# Liste der Biografien/Jank
Liste der Biografien |
Portal Biografien |
Personensuche
# |
A |
B |
C |
D |
E |
F |
G |
H |
I |
J |
K |
L |
M |
N |
O |
P |
Q |
R |
S |
T |
U |
V |
W |
X |
Y |
Z |
?
 
Ja |
Jb |
Jd |
Je |
Jh |
Ji |
Jj |
Jl |
Jn |
Jm |
Jo |
Jp |
Jr |
Js |
Jt |
Ju |
Jv |
Jw |
Jy
 
Jaa |
Jab |
Jac |
Jad |
Jae |
Jaf |
Jag |
Jah |
Jai |
Jaj |
Jak |
Jal |
Jam |
Jan |
Jao |
Jap |
Jaq |
Jar |
Jas |
Jat |
Jau |
Jav |
Jaw |
Jax |
Jay |
Jaz
 
Jana |
Janb |
Janc |
Jand |
Jane |
Jang |
Janh |
Jani |
Janj |
Jank |
Janm |
Jann |
Jano |
Janr |
Jans |
Jant |
Janu |
Janv |
Jany |
Janz
Die Liste der Biografien führt alle Personen auf, die in der deutschsprachigen Wikipedia einen Artikel haben. Dieses ist eine Teilliste mit 223 Einträgen von Personen, deren Namen mit den Buchstaben „Jank“ beginnt.

## Jank
- Jank, Alexander (* 1975), österreichischer Fußballspieler und -trainer
- Jank, Alfred (* 1929), deutscher Zeitzeuge russischer Strafgefangenenlager
- Jank, Angelo (1868–1940), deutscher Tiermaler, Grafiker und Mitglied der Münchner SecessionAngelo Jank (1868–1940)

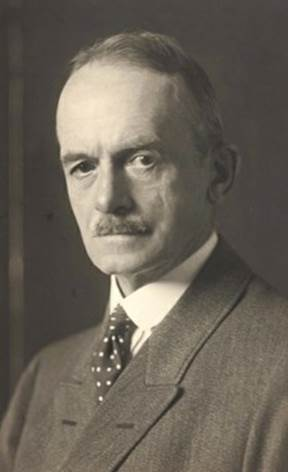
Angelo Jank (1868–1940)

- Jank, Birgit (* 1956), deutsche Hochschullehrerin und -gründerin
- Jank, Bohumil (* 1992), tschechischer Eishockeyspieler
- Jank, Brigitte (* 1951), österreichische Unternehmerin und Politikerin (ÖVP), Abgeordnete zum Nationalrat
- Jank, Christian (1833–1888), deutscher Bühnen- und Theatermaler
- Jank, Christoph (* 1973), österreichischer Fußballspieler
- Jank, Dagmar (* 1954), deutsche Bibliothekarin
- Jank, Fabian (* 1996), deutscher Politiker (AfD)
- Jank, Isa (* 1952), deutsche Schauspielerin und Model
- Jank, Klaus-Dieter (* 1952), deutscher Fußballspieler
- Jank, Ronny (* 1975), deutscher Fußballspieler
- Jank, Thomas (1949–2007), deutscher Ingenieur
- Jank, Uwe (* 1950), deutscher Fußballspieler
- Jank, Werner (* 1954), österreichischer Musikpädagoge und Musikdidaktiker

### Janka
- Janka, Albert (1907–1933), deutscher Politiker (KPD), MdR
- Janka, Carlo (* 1986), Schweizer Skirennfahrer
- Janka, Emil (1894–1952), deutscher Jurist und Politiker
- Jänkä, Erika (* 1995), finnische Biathletin
- Janka, Jörg Paul (* 1965), deutscher bildender Künstler
- Jänkä, Marika (* 1983), finnische Biathletin
- Janka, Markus (* 1969), deutscher Altphilologe
- Janka, Markus (* 1980), deutscher Eishockeyspieler
- Janka, Viktor von Bulcs (1837–1890), Botaniker
- Janka, Walter (1914–1994), deutscher Dramaturg und VerlegerWalter Janka (1914–1994)

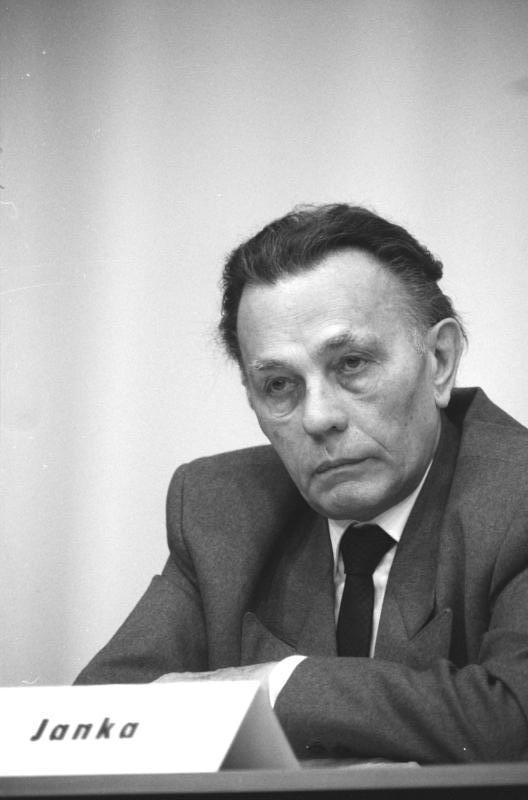
Walter Janka (1914–1994)

- Janka, Wolfgang (* 1937), deutscher Diplom-Chemiker und Politiker (CDU)
- Jankauskas, Bronius (1913–1992), litauischer Fußballspieler
- Jankauskas, Donatas (* 1958), litauischer Politiker
- Jankauskas, Edgaras (* 1975), litauischer Fußballspieler
- Jankauskas, Mykolas (1905–1999), litauischer Forstwissenschaftler
- Jankauskienė, Danguolė (* 1959), litauische Medizinerin, Professorin und Politikerin

### Janke
- Janke, Alfred (* 1928), deutscher Fußballspieler
- Janke, Andreas (* 1983), deutsch-japanischer Geiger
- Janke, Ansgar (1941–2005), Pianist und Hochschullehrer
- Janke, Arthur (1843–1928), preußischer Generalmajor
- Janke, Barbara (1910–2008), deutsche Pädagogin
- Janke, Barbara, Baroness Janke (* 1947), britische Politikerin, Life Peer
- Janke, Bodek (* 1979), deutscher Jazz- und Weltmusiker mit polnisch-russischen Wurzeln
- Janke, Carola (1834–1911), deutsche Schriftstellerin
- Janke, Dennis, US-amerikanischer Comiczeichner
- Janke, Dieter (1936–2012), deutscher Metallurg und Hochschullehrer
- Janke, Ernst (1873–1943), deutscher Politiker (parteilos), Bürgermeister und Landrat
- Janke, Falk Gerd (* 1963), deutscher Politiker (AfD), MdL Brandenburg
- Janke, Friedrich (* 1931), deutscher Leichtathlet und Olympiateilnehmer
- Janke, Gabriele (* 1958), deutsche Juristin, Richterin, Gerichtspräsidentin
- Janke, Gustav (1849–1901), deutscher Verlagsbuchhändler
- Janke, Gustav (1883–1959), deutscher Radrennfahrer
- Janke, Hans (1944–2022), deutscher Journalist und Medienmanager, stellvertretender Programmdirektor des ZDF
- Janke, Heinrich (1930–2023), deutscher Designer und Bildhauer
- Janke, Ingmar (* 1981), deutscher Basketballspieler
- Janke, Janina (* 1974), deutsche forschende Künstlerin, Regisseurin und Bühnenbildnerin
- Janke, Joachim, deutscher Glockengießer
- Janke, Johann Ernst Theodor (1781–1841), deutscher Theologe, Beamter und Autor
- Janke, Jürgen (* 1948), deutscher Politiker (SPD), MdBB
- Janke, Karin (* 1963), deutsche Leichtathletin
- Janke, Karl Hans (1909–1988), deutscher Künstler und pathologischer Erfinder
- Janke, Manfred (* 1931), deutscher Schriftsteller und Hörspielautor
- Janke, Maximilian (* 1993), deutscher Handballspieler
- Janke, Nina (* 1982), deutsche Schauspielerin und Sängerin
- Janke, Otto (1818–1887), deutscher Verlagsbuchhändler
- Janke, Paul (* 1981), deutscher Teilnehmer bei „Der Bachelor“, Model und SängerPaul Janke (* 1981)

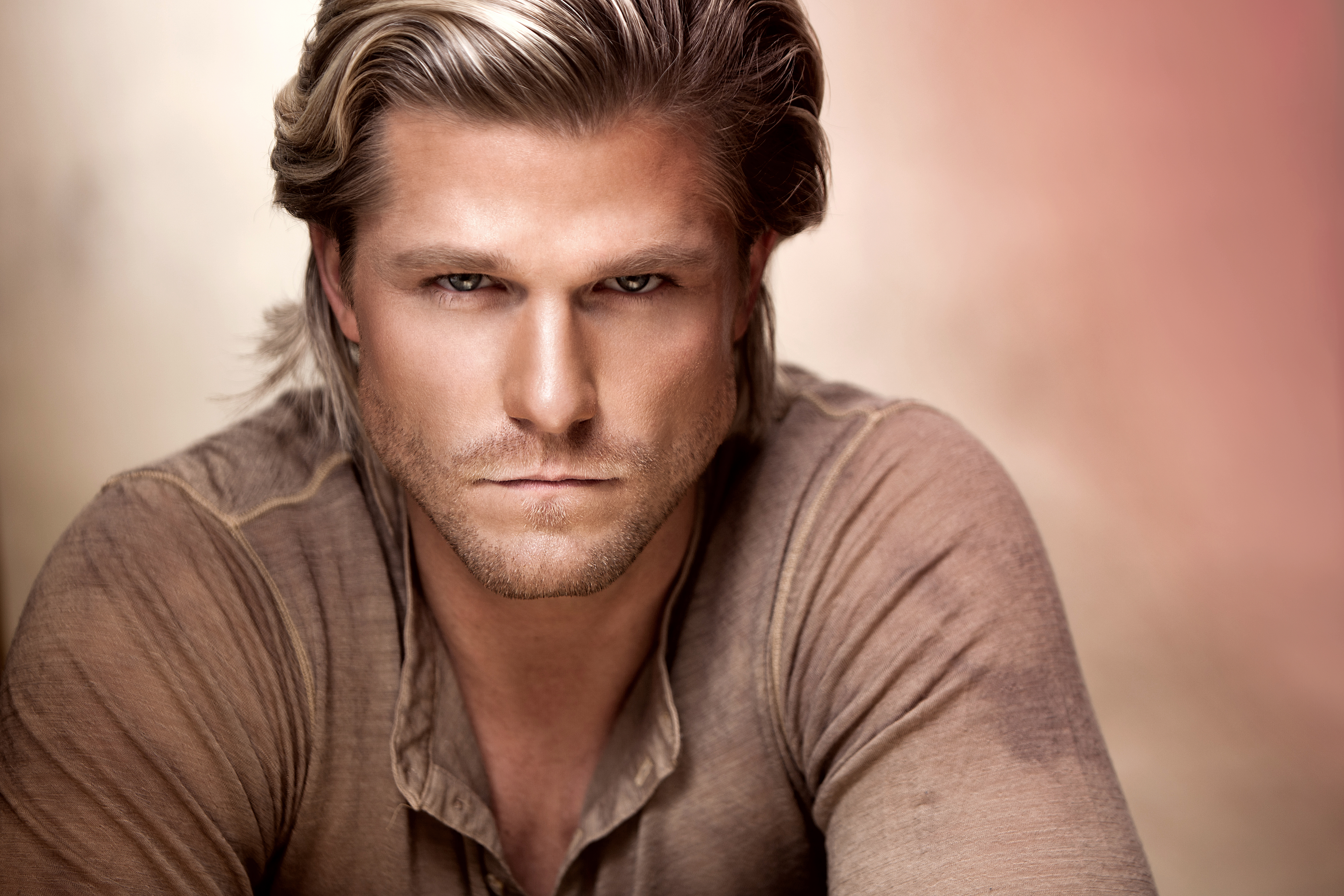
Paul Janke (* 1981)

- Janke, Pia (* 1966), österreichische Literaturwissenschaftlerin und Hochschullehrerin
- Janke, Reiner (* 1959), deutscher Orgelbauer
- Janke, Rudolf (* 1930), deutscher Orgelbaumeister
- Jänke, Stefan (* 1975), deutscher Komponist, Kirchenmusiker und Chorleiter
- Janke, Urban (1887–1915), österreichischer Grafiker und Designer
- Janke, Uschi (* 1924), deutsche Tischtennisspielerin
- Janke, Vitali (* 1976), deutscher Eishockeyspieler
- Janke, Wilhelm (1933–2011), deutscher Psychologe und Hochschullehrer
- Janke, Wolfgang (1928–2019), deutscher Philosoph und Hochschullehrer
- Janke, Wolfhard (* 1955), deutscher Physiker und Hochschullehrer
- Janke, Yuki Manuela (* 1986), deutsch-japanische Geigerin
- Janke-Garzuly, Margarete (1897–1972), österreich-ungarische Hochschuldozentin
- Jankee, Kheswar (* 1961), mauritischer Diplomat
- Jankeje, Jan (* 1950), slowakischer (Jazz-)Musiker
- Jankel, Annabel (* 1955), britische Regisseurin für Spielfilm, Werbefilm und Musikvideos
- Jankel, Chaz (* 1952), englischer Musiker
- Jankel, Robert (1938–2005), britischer Fahrzeugdesigner
- Jankélévitch, Vladimir (1903–1985), französischer Philosoph
- Jankelewitsch, Juri Issajewitsch (1909–1973), russischer Violinlehrer
- Jankell, Annika (* 1961), schwedische Fernsehmoderatorin und Journalistin
- Jankell, Félice (* 1992), schwedische Schauspielerin
- Jankell, Happy (* 1993), schwedische Schauspielerin
- Jankelowitz, Lilly (1907–1944), deutsche Schauspielerin, Opern- und Operettensängerin, Opfer des Holocaust
- Jankem, Poommanus (* 1989), thailändischer Sprinter
- Janker, Christoph (* 1985), deutscher FußballspielerChristoph Janker (* 1985)

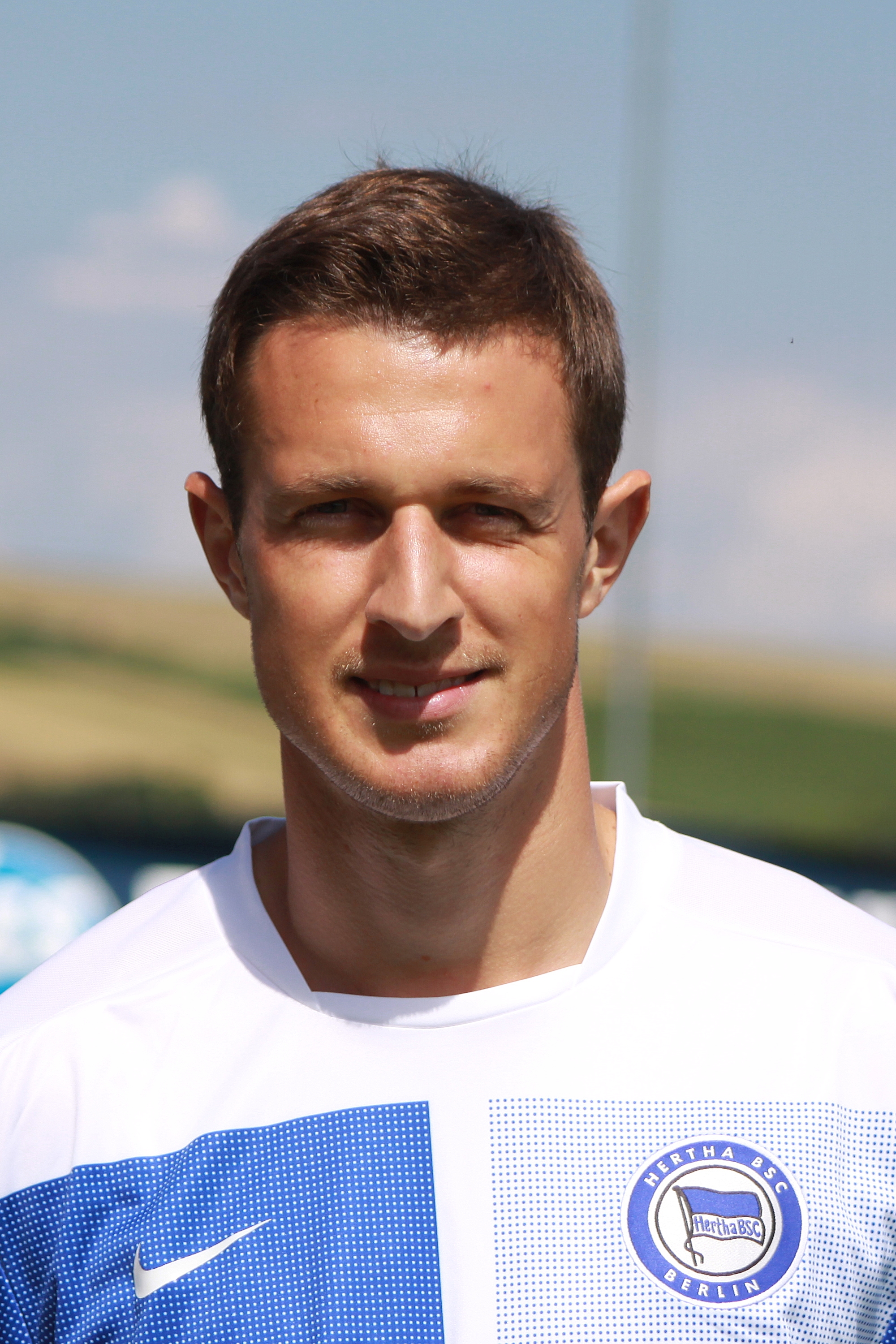
Christoph Janker (* 1985)

- Janker, Josef W. (1922–2010), deutscher Schriftsteller
- Janker, Michael (* 1992), deutscher Sportschütze
- Janker, Robert (1894–1964), deutscher Radiologe und Hochschullehrer
- Jankevičius, Elvinas (* 1976), litauischer Politiker
- Jankewitz, Alexandre (* 2001), Schweizer Fussballspieler

### Jankh
- Jankhöfer, Horst (* 1942), deutscher Handballspieler und Handballtrainer

### Janki
- Jankielewicz, Leon (* 1950), litauischer Politiker, Mitglied des Seimas
- Jankiewicz, Jan (* 1955), polnischer Radrennfahrer

### Jankl
- Janklow, Bill (1939–2012), US-amerikanischer Politiker der Republikanischen Partei

### Jankn
- Janknecht, Gregor (1829–1896), deutscher Franziskaner und Ordensoberer

### Janko
- Janko, Andreas (* 1965), österreichischer Jurist und Hochschullehrer
- Janko, Anna (* 1957), polnische Schriftstellerin, Lyrikerin und Literaturkritikerin
- Janko, Anton (1909–2000), deutscher katholischer Theologe
- Janko, Eva (* 1945), österreichische Leichtathletin
- Jankó, Ilo von (1920–2001), deutscher Schauspieler und Regisseur ungarischer Abstammung
- Janko, Josef (1897–1984), deutscher Opernsänger (Tenor)
- Janko, Josef (1905–2001), Volksgruppenführer der Deutschen Volksgruppe im Banat und Serbien
- Janko, Lenny (* 2002), Schweizer Fussballspieler
- Janko, Marc (* 1983), österreichischer FußballspielerMarc Janko (* 1983)

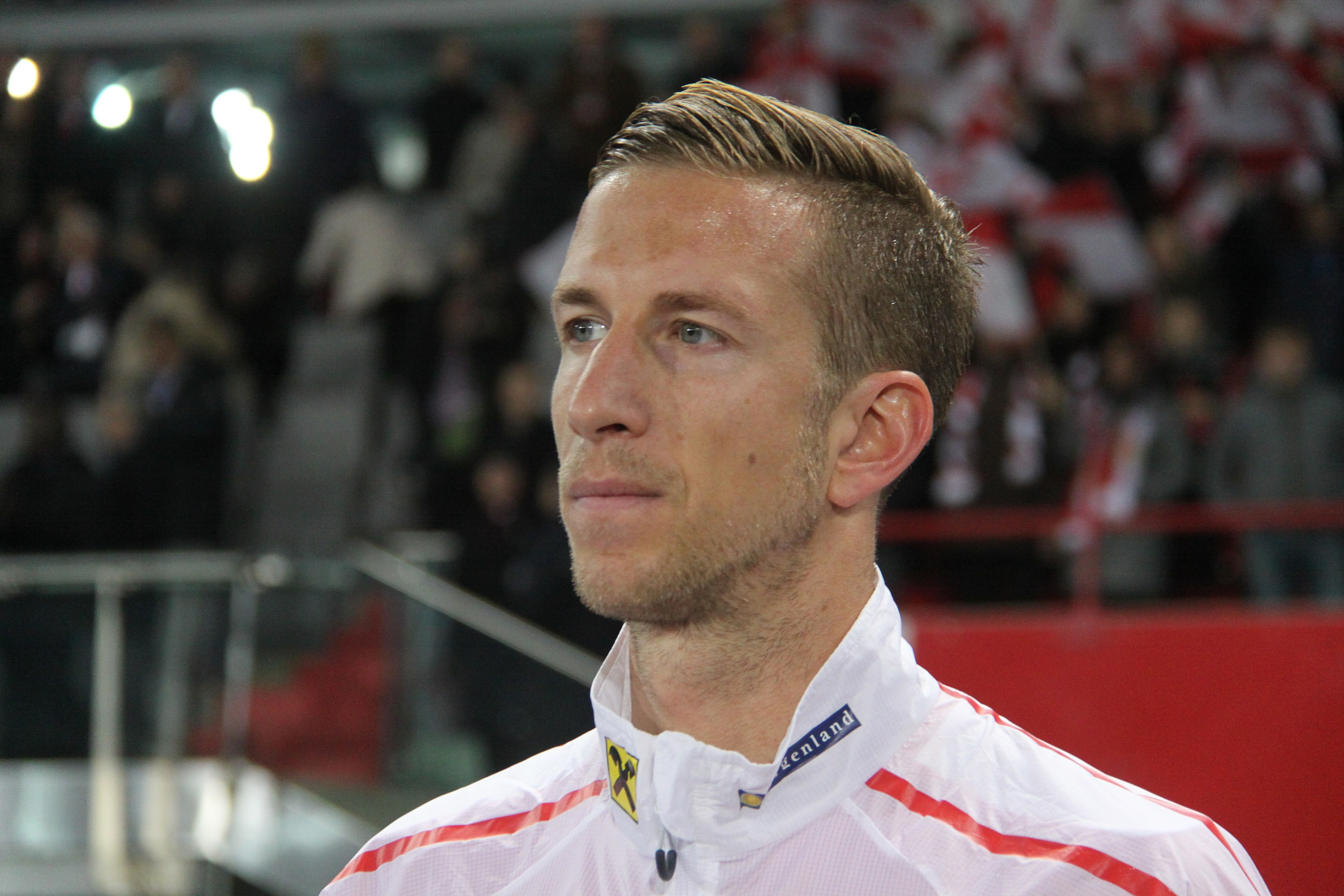
Marc Janko (* 1983)

- Jankó, Paul von (1856–1919), österreichisch-ungarischer Mathematiker, Musiker und Erfinder
- Janko, Richard (* 1955), britisch-US-amerikanischer Gräzist
- Janko, Saidy (* 1995), gambischer Fussballspieler
- Janko, Siegbert (* 1945), österreichischer Jurist; Kulturdirektor der Stadt Linz
- Janko, Wilhelm von (1835–1911), österreichischer Historiker und Archivar
- Janko, Wolfgang (* 1952), deutscher Sonderpädagoge und Judoka
- Janko, Zvonimir (1932–2022), kroatischer Mathematiker
- Jankofsky, Heinz (1935–2002), deutscher Karikaturist
- Jankofsky, Jürgen (* 1953), deutscher Schriftsteller
- Jankov, Risto (* 1998), nordmazedonischer Fußballspieler
- Janková, Martina (* 1972), tschechisch-schweizerische Opernsängerin (Sopran)
- Jankovcová, Ludmila (1897–1990), tschechoslowakische Politikerin, Ministerin
- Janković, Aleksandar (* 1972), serbischer Fußballspieler und -trainer
- Janković, Alojzije (* 1983), kroatischer Schachspieler
- Jankovic, Anna (* 1961), österreichische Diplomatin und Botschafterin
- Janković, Bogdan (* 1982), serbischer Eishockeyspieler
- Janković, Bojan (* 1984), serbischer Eishockeyspieler
- Janković, Boško (* 1984), serbischer Fußballspieler
- Janković, Dragoljub (* 1945), serbischer Politiker
- Jankovič, Franc (1871–1934), slowenischer Politiker, Mitglied des Abgeordnetenhauses
- Janković, Ivan (* 1995), kroatischer Eishockeyspieler
- Janković, Jelena (* 1985), serbische TennisspielerinJelena Janković (* 1985)

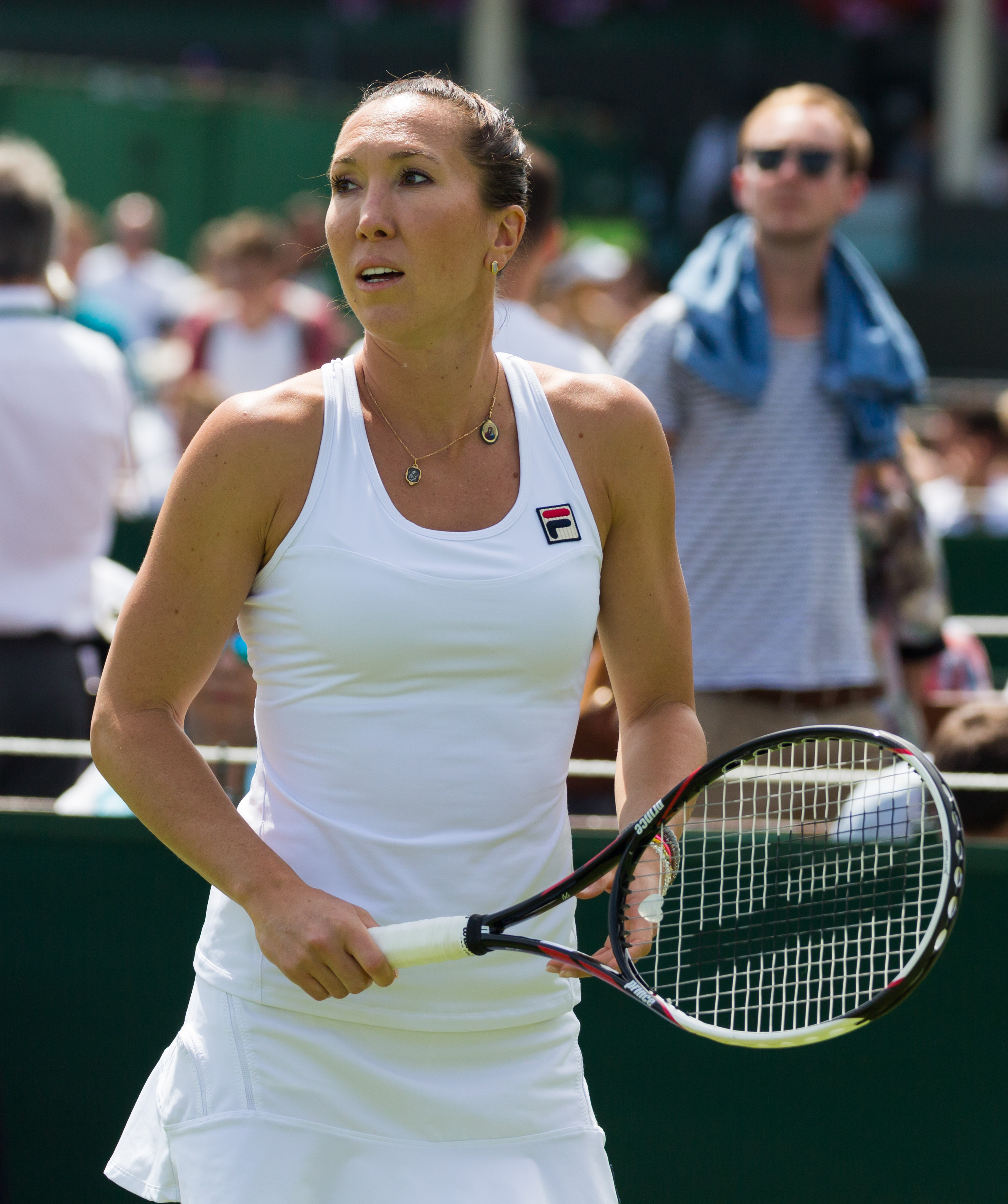
Jelena Janković (* 1985)

- Janković, Jovana (* 1981), serbische Fernsehmoderatorin
- Janković, Mara (1926–2009), jugoslawische bzw. serbische Pop- und Jazzsängerin
- Jankovic, Marijana (* 1982), dänische Schauspielerin
- Janković, Miki (* 1994), serbischer Tennisspieler
- Janković, Milica (1881–1939), serbische Schriftstellerin
- Janković, Nemanja (* 1988), serbischer Eishockeyspieler und -trainer
- Janković, Silvia (* 1984), österreichische Politikerin (SPÖ)
- Janković, Snežana (* 1970), serbische Diplomatin und Botschafterin
- Jankovic, Srdjan (* 1960), deutscher Fußballspieler
- Janković, Tijana (* 1996), serbische Fußballspielerin
- Janković, Vall (* 2004), slowenischer Fußballspieler
- Janković, Vanja (* 1995), slowenische Fußballschiedsrichterin und -spielerin
- Janković, Zoran (1940–2002), bosnischer Wasserballspieler
- Janković, Zoran (* 1953), slowenischer Manager und Politiker
- Janković, Zoran (* 1974), bulgarisch-serbischer Fußballspieler und -trainer
- Jankovic-Steiner, Birgit (* 1983), österreichische Schriftstellerin
- Jankovich, Béla (1865–1939), ungarischer Politiker und Minister
- Jankovich, Béla (* 1955), ungarischer Badmintonspieler
- Jankovich, Otto (* 1967), österreichischer Autor, Komponist, Regisseur, Schauspieler und Gamedesigner
- Jankovich, Stefan von (1920–2002), ungarisch-schweizerischer Architekt
- Jankovics, Dániel (* 1995), ungarischer Hochspringer
- Jankovics, Marcell (1874–1949), ungarischer Rechtsanwalt, Publizist, Reichstagsabgeordneter und Bergsteiger
- Jankovics, Marcell (1941–2021), ungarischer Animator, Regisseur und Drehbuchautor
- Jankovits, Yannick (* 1987), französischer Tennisspieler
- Jankovska, Bianca (* 1991), österreichische Autorin, Journalistin und Digital-Unternehmerin
- Jankow, Alexander (1924–2019), bulgarischer Jurist, Richter am Internationalen Seegerichtshofs
- Jankow, Iwan (* 1957), bulgarischer Ringer
- Jankow, Krassimir (* 1986), bulgarischer Badmintonspieler
- Jankow, Radoslaw (* 1990), bulgarischer Snowboarder
- Jankow, Slatko (* 1966), bulgarischer Fußballspieler
- Jankow, Tschawdar (* 1984), bulgarischer Fußballspieler
- Jankow, Wenzislaw (1926–2022), bulgarischer Pianist
- Jankowa, Eliza (* 1994), bulgarische Ringerin
- Jankowa, Wanessa (* 2001), bulgarische Leichtathletin
- Jankowiak, Günter (* 1951), deutscher Schauspieler, Musiker, Autor und Regisseur
- Jankowiak, Roman (1914–1983), polnischer Dirigent und Musikpädagoge
- Jankowicz, Grzegorz (* 1978), polnischer Literaturkritiker und Übersetzer
- Jankowitsch de Miriewo, Theodor (1741–1814), Aufklärer und Bildungsreformer
- Jankowitsch, Andreas (* 1971), österreichischer Opernsänger
- Jankowitsch, Peter (* 1933), österreichischer Diplomat und Politiker (SPÖ), Abgeordneter zum Nationalrat
- Jankowska, Dobrochna (* 1944), polnische Prähistorikerin
- Jankowska, Katarzyna (* 1987), polnische Fußballtorhüterin
- Jankowska, Katarzyna (* 1994), polnische Leichtathletin
- Jankowska-Cieślak, Jadwiga (* 1951), polnische Schauspielerin
- Jankowski, Adam (* 1948), österreichischer Maler
- Jankowski, Bernhard (1886–1964), deutscher Politiker
- Jankowski, Christian (* 1968), deutscher Künstler in der Konzeptkunst
- Jankowski, Denny (* 1983), deutscher Politiker (AfD)
- Jankowski, Edmund (1903–1939), polnischer Ruderer
- Jankowski, Filipp Olegowitsch (* 1968), russischer Schauspieler
- Jankowski, Frank (* 1963), deutscher Autor und Künstler
- Jankowski, Henryk (1936–2010), polnischer katholischer Priester
- Jankowski, Horst (1936–1998), deutscher Jazzpianist und Bandleader
- Jankowski, Iwan Filippowitsch (* 1990), russischer SchauspielerIwan Filippowitsch Jankowski (* 1990)

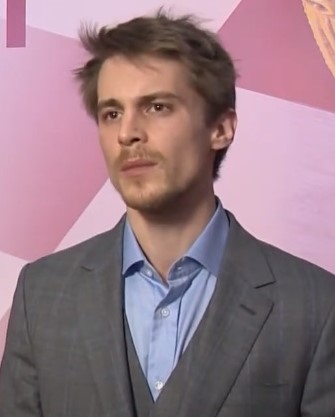
Iwan Filippowitsch Jankowski (* 1990)

- Jankowski, Jan Stanisław (1882–1953), polnischer Chemieingenieur, Aktivist der Partei der Arbeit (Stronnictwo Pracy, SP) und Politiker
- Jankowski, Jerzy (* 1953), polnischer Politiker, Mitglied des Sejm
- Jankowski, Johann Wilhelm, Vedutenmaler böhmisch-österreichischer Abstammung
- Jankowski, Józef (1910–1941), polnischer Pallottiner
- Jankowski, Lech (* 1956), polnischer Komponist, Maler und Ethnologe
- Jankowski, Maria (1887–1946), deutsche Kommunalpolitikerin
- Jankowski, Marian (1931–2017), polnischer Gewichtheber
- Jankowski, Mark (* 1994), kanadischer Eishockeyspieler
- Jankowski, Martin (* 1965), deutscher Autor
- Jankowski, Michał (1842–1912), polnisch-russischer Unternehmer, Naturforscher, Insektenkundler und Tierzüchter
- Jankowski, Oleg Iwanowitsch (1944–2009), russischer Schauspieler und Regisseur
- Jankowski, Philipp (* 1991), deutscher Volleyballspieler
- Jankowski, Philippe, französischer Boulespieler
- Jankowski, Rahel Johanna (* 1988), deutsche Schauspielerin
- Jankowski, Siegfried (1927–1997), deutscher Politiker (SPD), MdL
- Jankowski, Stanisław (1911–2002), polnischer Architekt und Stadtplaner
- Jankowski, Tadeusz (1930–2022), polnischer Skilangläufer
- Jankowski, Theodor (1852–1919), katholischer Geistlicher und Politiker, MdR
- Jankowski, Wladimir Wiktorowitsch (1926–1980), sowjetischer Komponist und Musikwissenschaftler
- Jankowski, Wojciech (* 1963), polnischer Ruderer
- Jankowski, Zbigniew (* 1955), polnischer Hürdenläufer
- Jankowsky, Christel (1919–1956), deutsche KZ-Aufseherin
- Jankowsky, Roland (* 1968), deutscher SchauspielerRoland Jankowsky (* 1968)

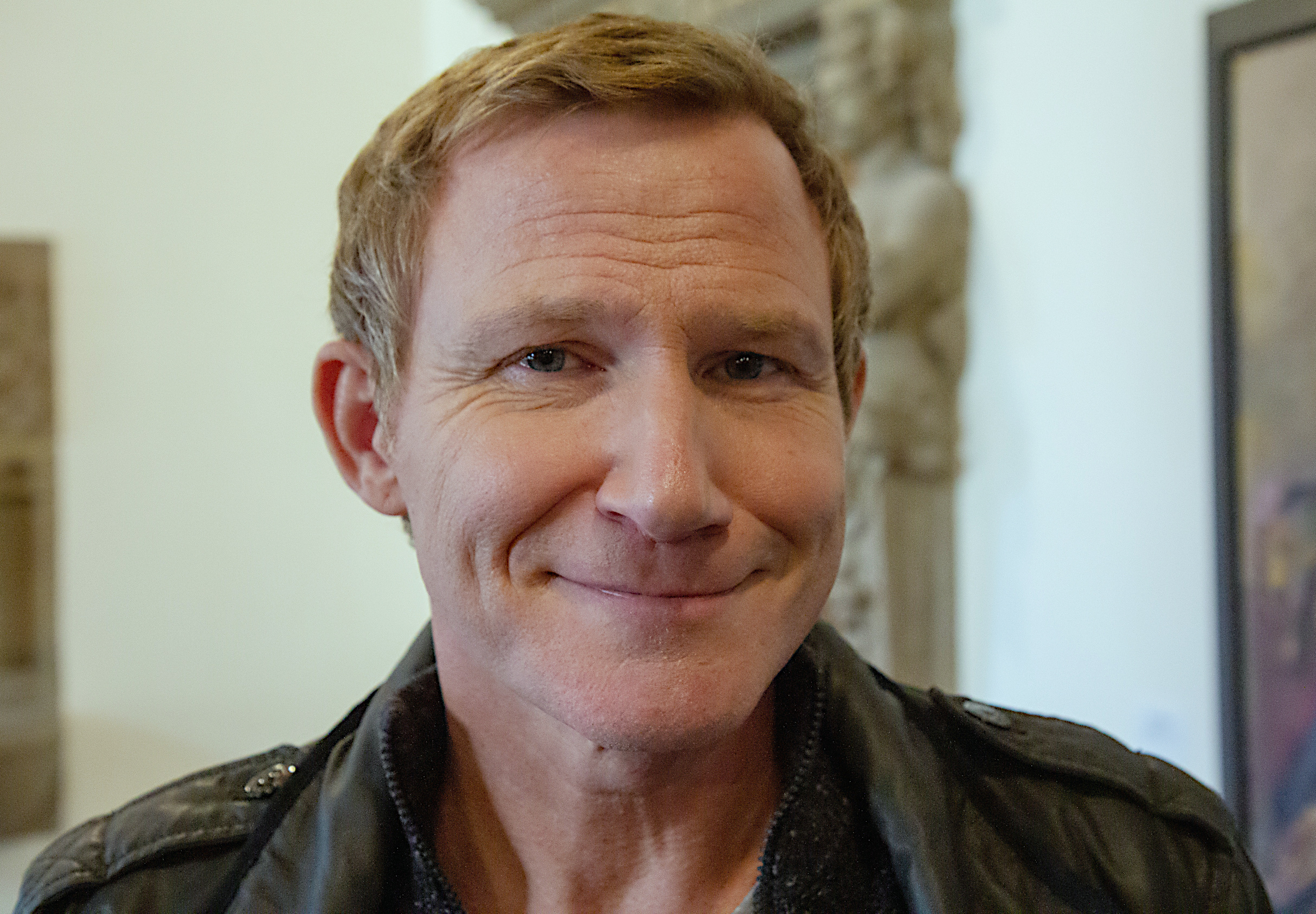
Roland Jankowsky (* 1968)

- Jankowsky, Walter (1890–1974), deutscher Mediziner und Anthropologe
- Jankowskyj, Mykola (* 1944), ukrainischer Unternehmer und Politiker

### Jankr
- Jankrift, Kay Peter (* 1966), deutscher Historiker und Medizinhistoriker

### Jankt
- Jankto, Jakub (* 1996), tschechischer FußballspielerJakub Jankto (* 1996)

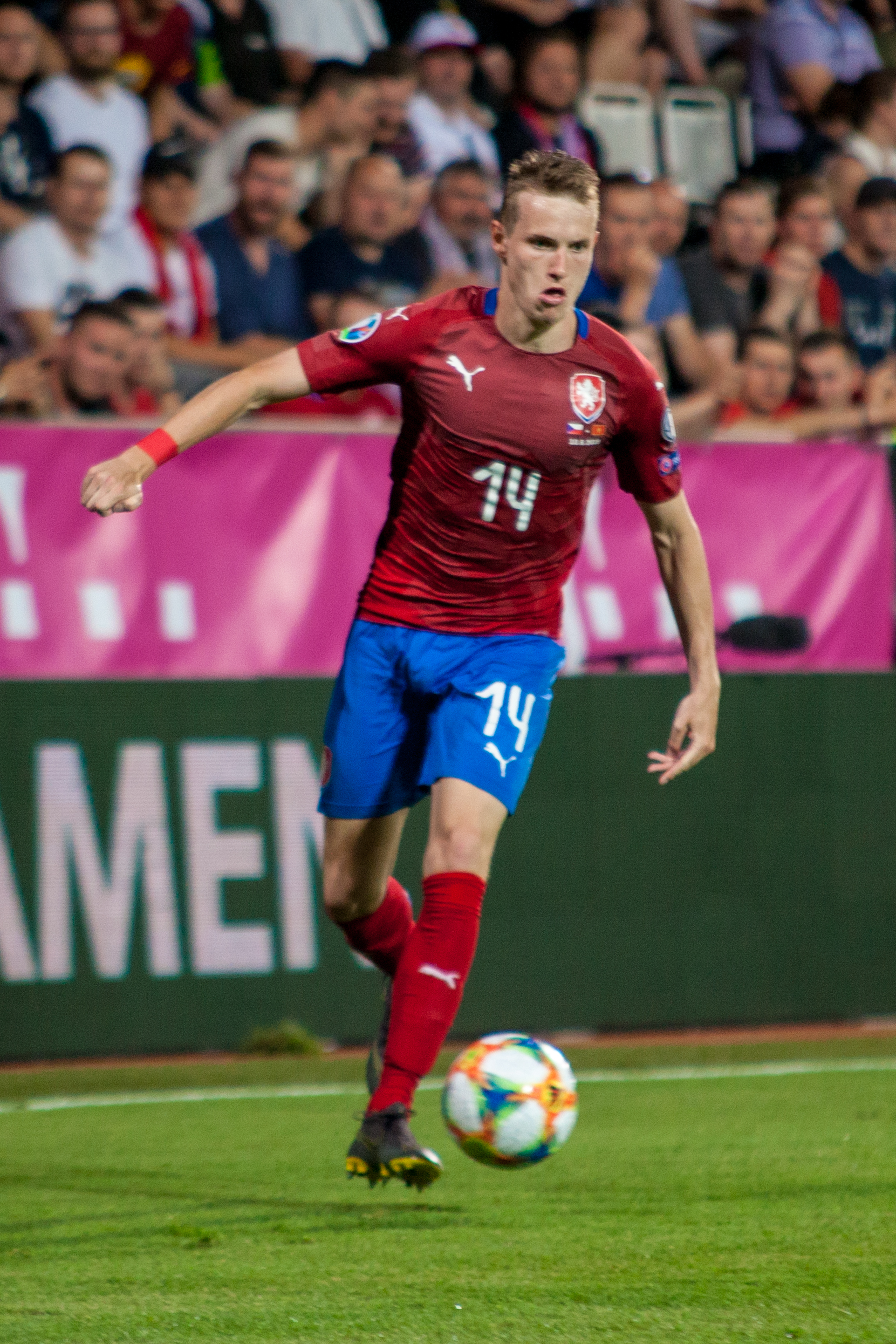
Jakub Jankto (* 1996)

### Janku
- Janku, Mikel (1941–2019), albanischer Fußballtorhüter
- Janků, Tomáš (* 1974), tschechischer Leichtathlet
- Jankuhn, Herbert (1905–1990), deutscher Prähistoriker und Universitätsprofessor
- Jankuhn, Klaus (* 1965), deutscher Musikproduzent
- Jankuhn, Walter (1888–1953), deutscher Tenor
- Jankulovski, Dime (* 1977), schwedischer Fußballtorhüter
- Jankulovski, Marek (* 1977), tschechischer Fußballspieler
- Jankulovski, Pando (1941–2015), tschechoslowakischer Fußballspieler
- Jankulow, Stojan (* 1966), bulgarischer Drummer und Perkussionist
- Jankunas, Julieta (* 1999), argentinische Hockeyspielerin
- Jankūnas, Paulius (* 1984), litauischer Basketballspieler
- Jankus, Gediminas (* 1951), litauischer Politiker
- Jankus, Martynas (1858–1946), litauischer Buchdrucker und Publizist
- Jankuvienė, Audronė (* 1960), litauische Journalistin und Politikerin